# Utilitarismo do ato
O Utilitarismo do Ato é uma teoria da ética utilitarista que afirma que o ato de uma pessoa é moralmente correto se, e somente se, ela produz os melhores resultados possíveis nessa situação específica. Os utilitaristas clássicos, incluindo Jeremy Bentham, John Stuart Mill e Henry Sidgwick, definem felicidade como prazer e ausência de dor.

## Visão geral
Para entender como funciona o utilitarismo do ato, compare as consequências de assistir televisão o dia todo amanhã às consequências de se fazer um trabalho de caridade amanhã. Pode-se produzir mais felicidade geral no mundo fazendo um trabalho de caridade amanhã do que assistindo televisão o dia todo amanhã. Segundo o utilitarismo do ato, então, a coisa certa a fazer amanhã é sair e fazer o trabalho de caridade; é errado ficar em casa e assistir televisão o dia todo.
O utilitarismo do ato baseia-se no princípio da utilidade, que é a base de todas as teorias utilitaristas e é melhor resumida na famosa frase de Bentham, "a maior felicidade para o maior número". Jeremy Bentham apoiou sua teoria com outra citação famosa, que "A natureza colocou a humanidade sob dois senhores soberanos, dor e prazer. É somente para eles apontar o que devemos fazer, bem como determinar o que devemos fazer". O utilitarismo de Bentham é uma teoria hedonista e parte da premissa de que as pessoas são, em sua própria natureza, hedonistas. Isso significa que ele acreditava que as pessoas procurariam ativamente o prazer e evitariam a dor, se tivessem a oportunidade.
Os críticos às vezes citam tais proibições em atividades de lazer como um problema para o utilitarismo dos atos. Os críticos também citam problemas mais significativos, como o fato de que o utilitarismo do ato parece implicar que atos específicos de tortura ou escravidão seriam moralmente permissíveis se produzissem felicidade suficiente.
O utilitarismo do ato é frequentemente contrastado com uma teoria diferente chamada utilitarismo de regras. O utilitarismo da regra afirma que a ação moralmente correta é aquela que está de acordo com uma regra moral cuja observância geral criaria a maior felicidade. O utilitarismo do ato analisa uma consequência de uma decisão como um ato particular, enquanto o utilitarismo de regras avalia uma consequência como se ela fosse mais tarde replicada no futuro. O utilitarismo do ato tem uma abordagem inicial para examinar as consequências de um ato atual. O utilitarismo de regras difere ao avaliar as consequências com base em uma regra específica seguida. O utilitarismo de regras às vezes é pensado para evitar os problemas associados ao utilitarismo de atos.